# Стадников Георгій Леонтійович
Георгій Леонтійович Стадников (4 січня 1880 — 18 листопада 1973) — радянський хімік. Основні праці в області органічної хімії та вуглехімії. Встановив природу сапропелітів. Спільно з Н. Д. Зелінським в 1906 р. відкрив реакцію отримання альфа-амінокислот. Зробив великий внесок в органічну теорію походження вугілля і нафти. Був репресований, в 1938–1955 роках знаходився в ув'язненні.

## Біографія
Стадников Георгій Леонтійович народився 4 січня 1880 р. в селі В'язівок в Україні. Навчався в земській школі (до 1890), Павлоградській гімназії (1898), а в 1904 р. закінчив Московський університет. Працював лаборантом, а з 1910 р. — приват-доцентом, (1913-1919) роки працював професором в Новоросійському університеті (сьогодн і — Одеський національний університет імені І. І. Мечникова).
В 1909 р. будучи лаборантом, за роботи над амінокислотами отримав вищу російську академічну нагороду в галузі хімічних досліджень — премію імені О. М. Бутлерова.
В 1920 р. вчений вперше піддається арешту. З Одеси його супроводжують в Москву в розпорядження ВЧК, в серпні цього ж року був переданий Вищій раді народного господарства з умовним вироком до розстрілу і направлений в один із столичних наукових інститутів.
В 1922 р. за постановою Уряду вирок був знятий.
Працював в Інституті ім. Карпова (з 1920), в Інституті торфу (з 1926), в Інституті горючих копалин АН СРСР (з 1935), проводив дослідження вугілля, горючих сланців, асфальтів і нафти. Стадников встиг написати монографію про їх генезис незадовго до його другого арешту. Завдяки цим працям він зайняв провідне місце у вуглехімії. Недарма в 1928 р. в Петербурзі на міжнародному конгресі по бітумінозним вугіллям, він як найбільший фахівець своєї області був обраний одним із членів президіуму.
Тридцяті роки були дуже продуктивними для Георгія Леонтійовича, в цей час вийшли його книги і підручники для студентів вузів «Химия угля», «Химия горючих сланцев», «Химия коксовых углей», «Ископаемые угли, горючие сланцы, асфальтовые породы, асфальты и нефти», «Анализ исследования углей».
1938 р. перекреслив всі подальші плани і наукові пошуки. Стадников був вдруге заарештований 9 серпня 1938 р. «за участь націонал-фашистській організації в Академії наук» і знаходився в Бутирській тюрмі, засуджений ВК ВС СРСР 22 квітня 1939 р. на 20 років таборів і 5 років обмеження в правах з конфіскацією всього особистого майна з формулюванням:
«З 1929 р. Стадников є агентом німецької розвідки, яку систематично постачав секретними матеріалами з науково-дослідницьких робіт в області вугілля. З 1917 року вів активну боротьбу проти Радянської влади. В 1936 р. ввійшов в склад антирадянської терористичної групи і за завданням її проводив шкідницьку роботу в Інституті корисних копалин АН СРСР з метою зриву досліджень в області хімії і вугілля».
Із Москви Стадникова перевели в Ухтіжемлаг, потім у Воркуту. Першочергово він виконував загальну роботу, потім потрапив у вуглехімічну лабораторію комбінату «Воркутауголь», де значився лаборантом.
Стадников був звільнений через 17 років. 11 червня 1955 р. він був реабілітований визначенням ВК ВС СРСР у зв'язку з відміною вироку «за знову відкритими обставинами» і припиненням «за відсутністю складу злочину».
В Москві з 1955 по 1959 рр. Георгій Леонтійович працював в Інституті нафти АН СРСР. В 1957 році вчений опублікував книгу «Глинистые породы».
В 1957 р. — номінант на Нобелівську премію за праці з хімії горючих сланців, асфальтових порід, вугілля, торфу та нафти.
Помер Г. Л. Стадников 18 листопада 1973 року.

## Наукова діяльність
Свою наукову діяльність він почав в області вивчення органічної хімії, а саме з дослідження азотистих з'єднань, явищ дисоціації і асоціації. З 20-х рр. Г. Л. Стадников повністю посвятив себе вивченню горючих копалин. Об'єктом цього дослідження були копалини вугілля, торфу, горючі сланці, асфальтові породи і нафта. Чимало він займався розробкою методів аналізу горючих сланців і вугілля, критично підійшов до результатів, отриманих сучасними йому фізико-хімічними методами.
Головна мета Г. Л. Стадникова — дослідження хімії перетворення органічних речовин протягом геологічних періодів: дослідження структури похованої органічної речовини, процесів фосилізації разом з геологічними умовами, вихідної геологічної речовини.

## Монографії
- Происхождение углей и нефти: Химия превращений органич. веществ в течение геол. периодов / Г. Л. Стадников. — Л., 1931 ; 2-е доп. и перераб. изд. — Л. : Госхимтехиздат, Ленинград. отд., 1933. — 223 с. ; 3-е изд.  перераб. и доп. — М., Л. : Изд-во АН СССР, 1937. — 611 с.
- Химия торфа / Г. Л. Стадников. — М., Л. : 1932. — 180 с.
- Химия угля / Г. Л. Стадников. — М., Л. :  ГНТИ, 1932. — 287 с.
- Химия горючих сланцев (1933)
- Химия коксовых углей / Г. Л. Стадников. — М., Л. : ОНТИ ; Госхимтехиздат, 1934. — 242 с.
- Ископаемые угли, горючие сланцы, асфальтовые породы, асфальты и нефти / Г. Л. Стадников. — М. : Глав. ред. хим. лит-ры, 1935. — 186 с.
- Анализ и исследование углей / Г. Л. Стадников. — М., Л. : Изд-во АН СССР, 1936. — 216 с.
- Самовозгорающиеся угли и породы, их геохимическая характеристика и способы опознавания / Г. Л. Стадников. — М. : Углетехиздат, 1956. — 480 с.
- Глинистые породы / Г. Л. Стадников. — М. : Изд-во АН СССР, 1957. — 374 с.
- Физические методы в исследования углей / Г. Л. Стадников. — М. : Изд-во АН СССР, 1957. — 89 с.